# فأر شوكي ذهبي
الفأر الشوكي الذهبي ( Acomys russatus) يسكن الصحاري طوله حوالي 12.5 سم، طول ذيله 6 سم. وزنه المتوسط 53 غرام، يتغدى على البذور و النباتات و القواقع و الحشرات. الفأر الشوكي الذهبي قارض نهاري. عندما يتشارك الفأر الشوكي المصري مع الفأر الشوكي الذهبي المنطقة يصبح هذا الأخير ليليا لتفادي المنافسة المباشرة معه على الموارد.